# Nelson Barbudo
Nelson Ned Previdente (Poloni, 14 de fevereiro de 1960), mais conhecido como Nelson Barbudo, é um produtor rural e político brasileiro, filiado ao Partido Liberal (PL).

## Biografia
Nascido em Poloni, no interior de São Paulo, Nelson Barbudo começou sua carreira política na cidade de Alto Taquari, no estado do Mato Grosso. Ele disputou sua primeira eleição no ano de 2004; na época, ele concorreu ao cargo de vereador da cidade e foi eleito com cerca de 281 votos. Ele tentou disputar a reeleição ao cargo nas eleições municipais de 2008, mas teve sua candidatura indeferida pelo Tribunal Superior Eleitoral. Depois destas duas disputas eleitorais e um longo período sem concorrer a cargos eletivos, ele voltou a ganhar notoriedade através de conteúdo divulgado via redes sociais defendendo os posicionamentos do então deputado federal Jair Bolsonaro. Com isso, acabou sendo o deputado federal mais votado do estado do Mato Grosso nas eleições de 2018.
Em 2022, candidatou-se à reeleição, porém não conseguiu se eleger e acabou permanecendo como primeiro suplente na chapa do Partido Liberal (PL) após obter 53.285 votos. Após o falecimento da deputada Amália Barros em 12 de maio de 2024, foi confirmado que Barbudo assumirá a cadeira da mesma de forma definitiva. Ele tomou posse para o seu segundo mandato em 21 de maio de 2024.

## Desempenho eleitoral
| Ano  | Eleição                   | Coligação                       | Partido                  | Cargo            | Votos   | %     | Resultado  | Ref          |
| ---- | ------------------------- | ------------------------------- | ------------------------ | ---------------- | ------- | ----- | ---------- | ------------ |
| 2004 | Municipal em Alto Taquari | não havia                       | Taquari Mais Forte (PFL) | Vereador         | 281     | 7,75  | Eleito     | [ 5 ] [ 6 ]  |
| 2018 | Estadual do Mato Grosso   | Fé e Trabalho (PSL, PATRI, PRP) | PSL                      | Deputado Federal | 126.249 | 8,52% | Eleito     | [ 9 ] [ 14 ] |
| 2022 | Estadual do Mato Grosso   | não havia                       | PL                       | Deputado Federal | 53.285  | 3,48% | Não eleito | [ 12 ]       |